# Oued Fodda
Oued Fodda (em árabe: وادى الفضة) é uma cidade e comuna localizada na província de Chlef, Argélia. Segundo o censo de 2008, a população total da cidade era de 41 710 habitantes.